# Manderlay
Manderlay è un film d'avanguardia del 2005 scritto e diretto da Lars von Trier, presentato in concorso al 58º Festival di Cannes. È il secondo episodio della dilogia USA - Terra delle opportunità, preceduto nel 2003 da Dogville.
Il film è dedicato al produttore e attore Humbert Balsan, morto suicida a 53 anni a causa della depressione, il quale è stato tra i co-produttori di Manderlay.

## Trama
1933. Il film riprende la storia di Grace e del padre gangster dopo aver bruciato la città di Dogville. Durante la loro assenza da Denver, altri gangster hanno rilevato l'attività, perciò il padre di Grace e i suoi uomini trascorrono l'intero inverno alla ricerca di una nuova area dove stabilirsi, e il viaggio li porta fino in Alabama, dove sostano brevemente davanti alla tenuta Manderlay. Quando stanno per ripartire, una donna nera esce dal cancello di una piantagione di cotone, dicendo che all'interno stanno per frustare un uomo accusato di aver rubato una bottiglia di vino. Grace scopre che nella tenuta vige ancora la schiavitù, nonostante siano passati 70 anni dalla sua abolizione in seguito alla guerra di secessione. Poco prima di morire Mam, la padrona di Manderlay, supplica Grace di bruciare un quaderno contenente la Legge di Mam, che contiene un codice di condotta e una divisione degli schiavi in base alle loro personalità. Grace decide di rimanere a Manderlay fino a quando gli ormai ex-schiavi non avranno il loro primo raccolto; suo padre invece riparte, lasciandole però alcuni uomini, tra cui un avvocato.
Grace cerca di avvicinare gradualmente gli abitanti di Manderlay ai concetti di democrazia e autogoverno. Solo Timothy, lo schiavo che lei aveva salvato dalla fustigazione e che si vocifera sia di stirpe nobile, non sembra apprezzare la nuova situazione e non condivide l'entusiasmo di Grace. Quest'ultima però ne è attratta, arrivando perfino ad avere fantasie sessuali su di lui. Intanto il raccolto viene distrutto da una tempesta di sabbia poiché gli alti alberi del giardino di Mam erano stati precedentemente tagliati per ordine di Grace; la sabbia entra anche nei magazzini e rende quasi tutte le scorte inutilizzabili. La situazione a Manderlay peggiora notevolmente, e il rischio di carestia costringe gli abitanti a nutrirsi di terra per non morire di fame. La situazione precipita quando la piccola Claire, figlia degli ex-schiavi Jack e Rose, viene trovata morta nel suo letto: sebbene abbia ricevuto le uniche razioni di carne, sembra che sia morta di malnutrizione. Si scopre che è stata la vecchia Wilma, sfinita anche lei dalla fame, ad aver rubato durante la notte le razioni destinate a Claire.
La comunità deve, secondo le regole introdotte da Grace, votare per decidere come punirla, non solo perché vogliono espiare la morte di Claire, ma anche perché si vedono come vittime che sono state private della razione di cibo extra: la maggioranza stabilisce che Wilma deve morire. Grace impedisce a Jack di eseguire egli stesso la sentenza, perché l'esecuzione sarebbe un atto di vendetta, e va da Wilma. Mentendo, Grace rassicura l'anziana che non deve morire, e che gli altri hanno detto che comunque Claire non avrebbe preso niente da quel piatto e che sarebbe morta per la polmonite provocata dalla sabbia, quindi se la bambina è morta non è colpa sua. Dopo che Wilma si addormenta, Grace le spara e poi scoppia in lacrime.
Dopo che gli abitanti di Manderlay, motivati da Timothy, riescono a ottenere e vendere il raccolto a buon prezzo, i gangster di Grace lasciano Manderlay. Dopo i festeggiamenti, Grace ha un rapporto sessuale con Timothy: la ragazza lo trova strano e per niente erotico (diverso da quello che si era immaginata in base agli stereotipi sulla virilità dei neri), e a un certo punto nella sua mente l'atto si sovrappone agli stupri subiti a Dogville, scioccandola. Il giorno successivo, Grace trova la proprietà nel caos: i soldi del raccolto sono scomparsi e il presunto colpevole è stato ucciso, e anche Elizabeth. In breve si scopre che invece è stato Timothy ad aver scommesso i soldi, e che non è affatto di stirpe nobile (era una scusa che usava per portarsi a letto le ragazze). Grace ha visto in lui solo quello che voleva vedere: non ha letto attentamente la Legge di Mam, infatti ha completamente trascurato un avvertimento sul carattere di Timothy.
Grace decide di lasciare Manderlay e tornare da suo padre. Prima di andarsene, durante un'assemblea con gli ex-schiavi, Grace scopre da Wilhlem che la Legge di Mam è stata scritta proprio da lui: le spiega che lui e Mam erano molto giovani quando la guerra finì, e la nuova Costituzione li spaventò. Immaginando il mondo in cui si sarebbero trovati gli schiavi, si chiesero se fossero pronti ad affrontarlo, o se il mondo fosse pronto per loro: dubitando delle parole dei legislatori, decisero di fissare su carta i loro pensieri e mantenere lo status quo. Grace afferma che è una prosecuzione della schiavitù, ma secondo Wilhelm è "il minore dei due mali", e le spiega gli effetti positivi della decisione presa. Tutti gli ex-schiavi ne erano a conoscenza. Inoltre, Wilhelm sostiene che l'America non è pronta all'uguaglianza coi neri così come non lo era 70 anni prima, e per come vanno le cose non lo sarà per ancora moltissimi anni. Grace viene costretta da loro a prendere il posto di Mam, ma contatta suo padre per farsi portare via.
Timothy viene legato per essere frustato per aver sprecato i soldi. Grace è disgustata dal comportamento degli ex-schiavi e rinuncia a frustare Timothy, ma quando lui la provoca, Grace diventa fuori di sé dalla rabbia e inizia a frustarlo. Il padre di Grace, arrivato in anticipo (infatti gli ex-schiavi avevano "votato" l'ora a un dibattito, che non coincide esattamente con quella esterna a Manderlay), osserva da lontano la fustigazione ed è soddisfatto che sua figlia abbia dimostrato di avere la situazione in pugno, dicendosi fiero di lei; dato che, come le aveva scritto, non avrebbe atteso più di quindici minuti, prima di ripartire le lascia un biglietto. Grace, dopo aver letto il biglietto, scappa da Manderlay e dallo stato dell'Alabama.

## Distribuzione
In Italia il film è stato distribuito da 01 Distribution dal 28 ottobre 2005. Il doppiaggio è stato effettuato presso la CVD e diretto da Maura Vespini, che ne ha anche adattato i dialoghi.

## Accoglienza
Sull'aggregatore Rotten Tomatoes il film ha ricevuto il 50% delle recensioni professionali positive con un voto medio di 5,7/10 basato su 104 critiche, con un giudizio generale che recita «Manderlay potrebbe funzionare meglio come dichiarazione politica che come film, facendo i suoi punti a scapito di raccontare una storia avvincente». Su Metacritic ha ottenuto un punteggio di 46 su 100 basato su 29 critiche.
Anthony Lane di The New Yorker ha scritto che «Von Trier non è tanto un regista quanto un mesmerista misantropico, che usa i film per piegare lo spettatore alla sua volontà priva di senso dell'umorismo», mentre Josh Kun di Los Angeles Times ha aggiunto che «Von Trier si perde nella sua stessa retorica».
Al contrario, Peter Bradshaw di The Guardian e Roger Ebert hanno entrambi dato al film recensioni positive. Bradshaw ha affermato che Manderlay «è una conclusione efficace», mentre Ebert, pur notando che «è probabile che molti spettatori apprezzino il film meno della discussione in cui li trascina», ha affermato che «la differenza cruciale tra Manderlay e il quasi insopportabile Dogville non è che la politica [di von Trier] sia cambiata, ma che in lui si sia risvegliato il senso di pietà per il pubblico». Anche Stephen Holden di The New York Times ha dato una recensione positiva, apprezzandone il tema politico e la recitazione, ma ammettendo un fatalismo di fondo.

## Riconoscimenti
- 2005 – Festival di Cannes[1]
  - Candidatura alla Palma d'oro
- 2005 – Semana Internacional de Cine de Valladolid
  - Premio 50º anniversario
- 2006 – Premio Bodil[11]
  - Candidatura al miglior film